# 奥氏树蛙
奥氏树蛙（学名：Rhacophorus orlovi），一种分布于越南、老挝和中国云南省东南部等地的两栖动物，隶属于树蛙科树蛙属。模式产地为越南河靜省奇英县仉楛自然保护区。拉丁种加词源自俄罗斯两栖爬行动物学家尼古拉·柳恰诺维奇·奥尔洛夫的姓氏。